# Real Madrid Baloncesto

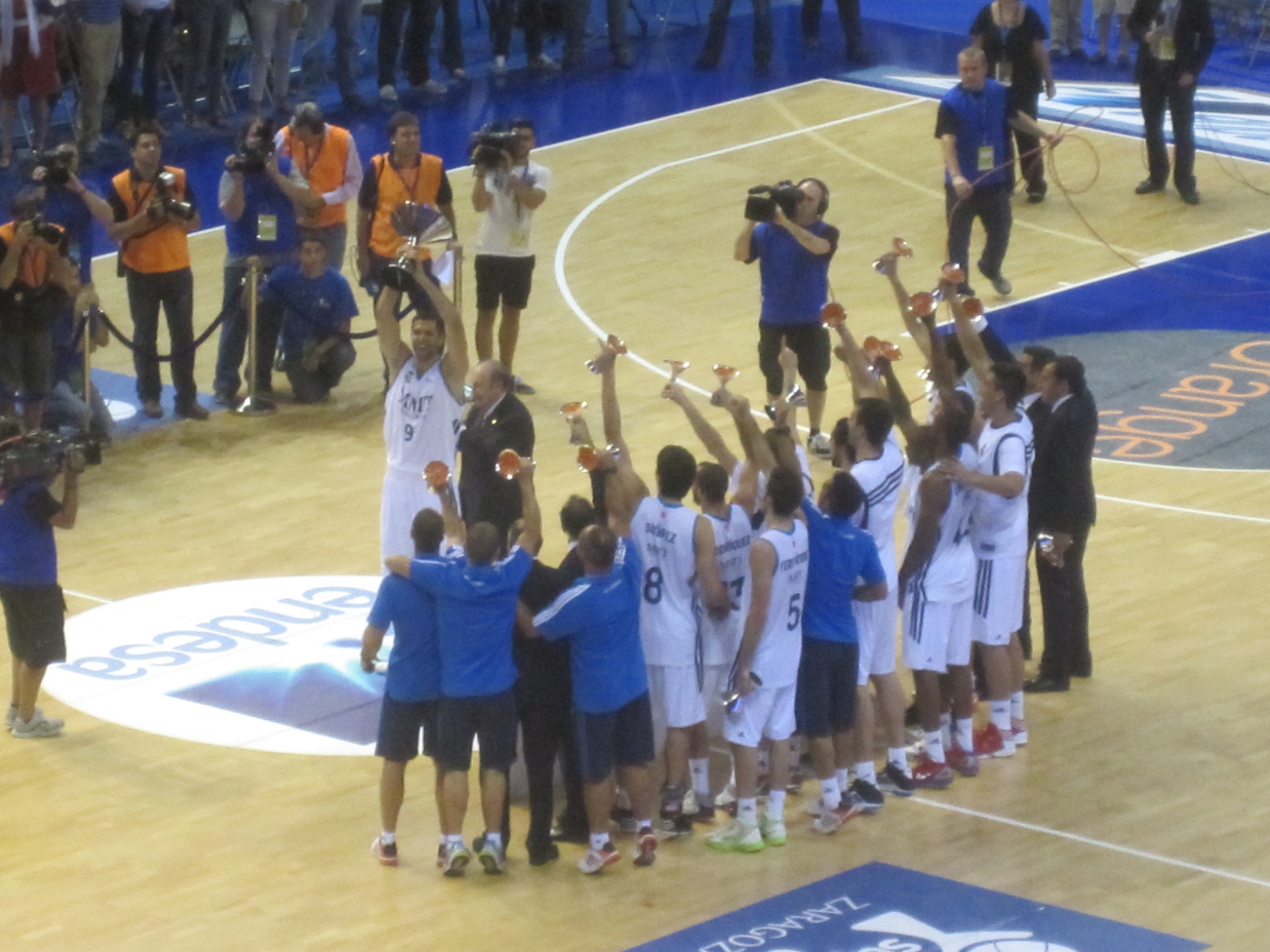
Real Madrid Baloncesto

Real Madrid Baloncesto (pokud nehrozí záměna se slavnějším fotbalovým klubem téhož jména, používá se obvykle název Real Madrid) je profesionální španělský basketbalový klub hrající španělskou nejvyšší soutěž Liga Endesa. Klub vznikl 8. března 1931 jako basketbalový oddíl v rámci sportovního klubu Real Madrid a i přes pozdější osamostatnění nese dodnes jeho jméno.
Real Madrid je historicky nejúspěšnější basketbalový klub ve Španělsku i v celé Evropě. Na svém kontě má 10 vítězství v Poháru Mistrů, 34 vítězství ve španělské basketbalové lize a 27 vítězství ve španělském basketbalovém poháru.
Za Real Madrid hrála řada basketbalistů, kteří se počítají mezi historicky nejlepší v Evropě – například Dražen Petrović, Arvydas Sabonis nebo Rimas Kurtinaitis. Týmu se také díky vynikající pověsti i finančnímu zázemí často daří získat hráče ze severoamerické NBA.

## Seznam největších úspěchů klubu

### 10× VítězEuroligy
- 1963/64 1964/65 1966/67 1967/68 1973/74 1977/78 1979/80 1994/95 2014/15 2017/18

### 3× VítězInterkontinentálního poháru
- 1976 1977 1978

### 1× VítězMistrovství světa basketbalových klubů
- 1981

### 1× VítězEUROCUPu
- 2006/07

### 35× Vítězšpanělské ligy Endesa
- 1956/57 1957/58 1959/60 1960/61 1961/62 1962/63 1963/64 1964/65 1965/66 196768 1968/69 1969/70 1970/71 1971/72 1972/73 1973/74 1974/75 1975/76 1976/77 1978/79 1979/80 1981/82 1983/84 1984/85 1985/86 1992/93 1993/94 1999/2000 2004/05 2006/07 2012/13 2014/15 2015/16 2017/18 2018/19

### 27× Vítěz španělského poháru Copa del Rey
- 1950/51 1951/52 1953/54 1955/56 1956/57 1959/60 1960/61 1961/62 1964/65 1965/66 1966/67 1969/70 1970/71 1971/72 1972/73 1973/74 1974/75 1976/77 1984/85 1985/86 1988/89 1992/93 2011/12 2013/14, 2014/15 2016 2017

### 5× VítězSupercopa de Espaňa)
- 1984/85, 2012/13, 2013/14, 2014/15 2018